# Paul Fraser
Paul Fraser (* 18. Mai 1972 in Saskatoon, Saskatchewan) ist ein kanadischer Skeletonsportler.
Paul Fraser lebt in Calgary, wo er 2005 an der University of Calgary ein Studium der Biochemie mit Nebenfach Psychologie abschloss. Er begann 2006 mit dem Skeletonsport, bestritt im Dezember 2006 in Park City seine ersten Rennen im Skeleton-America’s-Cup und wurde zweimal 12. Im Januar 2008 erreichte Fraser hinter Yūki Sasahara und Yuzuru Hanyūda als Drittplatzierter erstmals eine Podiumsplatzierung. Ein Jahr später debütierte der Kanadier auch im Europacup und wurde in St. Moritz Fünfter. 2009/10 sowie 2010/11 erreichte Fraser im Europa- und im America’s-Cup nur Top-Ten-Resultate. Im Dezember 2010 gewann er in Igls vor Anton Batujew und Christian Baude erstmals ein Rennen, nachdem er sich am Tag zuvor nur Ed Smith geschlagen geben musste. In Winterberg folgte eine Woche später mit einem dritten Rang hinter Baude und Smith die dritte Podiumsplatzierung hintereinander. Im America’s Cup 2011/12 gewann er die ersten beiden Saisonrennen in Park City und wurde anschließend in Calgary zweimal Zweiter. Anschließend startete er wieder im Europacup und belegte im Verlauf der Saison zwei Podestplätze und den vierten Rang in der Gesamtwertung.
Im Dezember 2012 gab Fraser sein Debüt im Skeleton-Intercontinentalcup, wo er in sieben von neun Saisonrennen unter die besten zehn fuhr und im Gesamtklassement Rang 5 erreichte. 2013/14 bestritt er keine internationalen Rennen, kehrte im November 2014 aber in den Intercontinentalcup zurück. Mit einer konstanten Teilnahme an allen acht Saisonrennen, darunter zwei dritte Plätze in Whistler, wurde er hinter David Swift Zweiter im Endklassement.